# Вікторія (станція)
Вікторія — проміжна залізнична станція 5-го класу Жмеринської дирекції Південно-Західної залізниці на неелектрифікованій лінії Ярмолинці — Копичинці між станціями Ярмолинці (18 км) та Лісоводи (13 км). Розташована в місті Городок Хмельницького району Хмельницької області. Обслуговує лише вантажні перевезення, пасажирський приміський рух наразі відсутній.

## Історія
Станція відкрита 1916 року.